# 齊藤祥太
齊藤祥太（日语：さいとう しょうた，1985年11月18日—）為神奈川縣橫濱市出生的日本演員，是齊藤慶太的雙胞胎哥哥。橫濱商科大學高中畢業，亞細亞大學中途退學。

## 主要演出
電視劇：
- 孩子們的戰爭2~最後（2000年-2003年 TBS系） - 紺野翼役
- 3年B組金八先生第6季（2001年-2002年 TBS系） - 今井儀役
- 高校教師（2003年 TBS系）- 正太役
- 爸氣十足1・2（2003年-2004年 TBS系） - 降矢灰二役
- 前男友（2003年 TBS系） - 柏葉裕二役
- 離婚女律師（2004年 富士電視台） -第4話客串 白河雅人役
- 一週的戀愛（2006年 TBS系） - 天使的工作者役
- PS -羅生門-（2006年 朝日電視台） - 紅谷悟役
- 快感職人（2006年 朝日電視台） - 橘隼人役
- 白虎隊（2007年1月 朝日電視台） - 津田捨蔵役
- 派遣女王（2007年3月 日本電視台） -第9話客串 那須田透役
- 女帝（2007年、朝日電視台）-杉野謙一役
- 4姊妹偵探團（2008年2月1日、朝日電視台・ABC）- 第3話客串 小野田修一役
- 談判尤物（2008年2月14日、朝日電視台）-第6話客串 田口公也役

其他連續劇
- GyaO 這個愛情～東京Love Collection～（ラブコレ2）（2006年）

電影
- 鄰家女孩（2005年秋 東寶） - 上杉達也役

綜藝節目：
- 王樣的早餐（TBS系）
- 新春才藝大會
- 群星感恩節(TBS系)
- 猜謎!ヘキサゴンII
- 關口宏的東京朋友公園

舞台劇：
- bambino1（2006年3月）圭介役
- bambino2（2007年6月）

## 出版
DVD：
- 卒業（2004年）

寫真集：
- 齊藤祥太・齊藤慶太寫真集（2002年 ワニブックス）
- 祥太! 斉藤祥太個人書（2003年 主婦和生活社 JUNON特別編集）
- 斉藤祥太・斉藤慶太1st照片&隨筆（2005年 ワニブックス）